# Uwe-Anderle-Biwak
Das Uwe-Anderle-Biwak, auch Hochsengsbiwak, ist eine Biwakschachtel der Sektion Molln-Steyrtal des Österreichischen Alpenvereins in den Oberösterreichischen Voralpen. Sie befindet sich im Sattel der Luckete Mauer zwischen Hochsengs und Gamskogel im Sengsengebirge. Das Biwak wurde 1976 erbaut und ist neben dem Biwak bei der Sendestation beim Spering die einzige Nächtigungsmöglichkeit am Sengsengebirgs-Höhenweg.

## Zugänge
- von Westen: Klaus über Schillereck und Hochsengs Gehzeit: 6 Stunden
- von Osten: Windischgarsten über Hohe Nock und Größtenberg Gehzeit: 7 Stunden
- von Süden (unmarkiert): St. Pankraz über den Langen Graben, Kogleralm Gehzeit: 4½ Stunden

## Tourenmöglichkeiten

### Übergänge zu Nachbarhütten
- Feichtauhütte Gehzeit: 6 Stunden

### Gipfelbesteigungen
- Hochsengs (1838 m), Gehzeit: 1 Stunde